# Sancey-le-Grand
Sancey-le-Grand war eine Gemeinde im französischen Département Doubs in der Region Bourgogne-Franche-Comté. Sancey-le-Grand ist ein Teil der Gemeinde Sancey und war der südliche Teil der auf die Gemeinden Sancey-le-Long und Sancey-le-Grand aufgeteilten Ortschaft Sancey-l'Église.

## Geographie
Sancey-le-Grand liegt auf 510 m, etwa 29 Kilometer südwestlich der Stadt Montbéliard (Luftlinie). Das ehemalige Straßendorf erstreckt sich im Jura, am südlichen Rand des Beckens von Sancey (Vallon de Sancey) zwischen den Höhen der Lomontkette im Norden und den Hochplateaus im Süden.
Die Fläche des 23,55 km² großen ehemaligen Gemeindegebiets umfasst einen Abschnitt des französischen Juras. Der nördliche Teil des Gebietes wird vom Becken von Sancey eingenommen, das eine Länge von ungefähr 5 km und eine Breite von 4 km aufweist und durchschnittlich auf 480 m liegt. Es ist überwiegend von Acker- und Wiesland bestanden. Entwässert wird das Gebiet durch den Ruisseau de Voitre, der im Westen des Beckens im verkarsteten Untergrund versickert. Begrenzt wird das Becken im Norden von der Höhe von Orve (bis 640 m), im Westen vom Mont de Vey.
Nach Süden leitet eine 100 bis 150 m hohe Geländestufe, deren Oberkante an verschiedenen Orten von einem Kalkfelsband gekrönt wird, zum nächsthöheren Juraplateau über (durchschnittlich auf 650 m). Diese Geländestufe ist durch verschiedene Täler in eine Reihe von Vorsprüngen zergliedert, darunter diejenigen des Bois des Rachênes und des Bois de l’Ouche (an der Ostgrenze). Im äußersten Süden reicht das Gemeindeareal bis in die Talfurche der Combe Georgeot sowie an die Hänge von Peu de Laviron und Forêt de Millery. Mit 800 m wird am Nordabhang des Peu de Laviron die höchste Erhebung von Sancey-le-Grand erreicht.
Zur Gemeinde Sancey-le-Grand gehören neben dem gleichnamigen Hauptort auch verschiedene Weiler und zahlreiche Einzelhöfe, darunter:
- Voitre (480 m) inmitten des Beckens von Sancey
- Sancey-l’Église (südlicher Teil; 500 m) im Becken von Sancey am Nordwestfuß des Bois de l’Ouche
- Teigne (650 m) auf dem Plateau des Bois des Rachênes
- Juvillers (690 m) auf einem Plateau am Nordfuß des Peu de Laviron

Nachbargemeinden der Gemeinde Sancey-le-Grand waren Chazot, Orve und Sancey-le-Long im Norden, Surmont im Osten, Laviron im Süden sowie Landresse, Ouvans, Vellevans und Randevillers im Westen.

## Geschichte
Bereits im Jahr 1120 wird die Kirche Saint-Martin de Tour in Sancey-le-Grand erstmals erwähnt. Im Mittelalter gehörte Sancey-le-Grand zur Herrschaft Passavant, die im 14. Jahrhundert unter die Oberhoheit der Grafen von Montbéliard kam. Zusammen mit der Franche-Comté gelangte das Dorf mit dem Frieden von Nimwegen 1678 an Frankreich.
Die Gemeinde Sancey-le-Grand wurde am 1. Januar 2016 mit Sancey-le-Long zur neuen Gemeinde Sancey zusammengeschlossen.

## Sehenswürdigkeiten
Ihre heutige Gestalt erhielt die Kirche Saint-Martin in Sancey-le-Grand beim Neubau im 15. und 16. Jahrhundert, der in den nachfolgenden Jahrhunderten mehrfach restauriert und verändert wurde. Der Chorraum zeigt gotische Stilformen. Zur reichen Innenausstattung gehören unter anderem die Kanzel und Holzschnitzereien aus dem 18. Jahrhundert. Im Dorf befindet sich die Kapelle der Heiligen Jungfrau Maria. Eine weitere Kapelle steht im Weiler Voitre. Im alten Ortskern sind verschiedene Bauernhäuser im traditionellen Stil der Franche-Comté erhalten, die zum Teil aus dem 16. Jahrhundert stammen. Vom ehemaligen Herrschaftssitz zeugen heute nur noch einige Ruinen.
|  |  |

## Bevölkerung
| Bevölkerungsentwicklung | Bevölkerungsentwicklung |
| Jahr                    | Einwohner               |
| ----------------------- | ----------------------- |
| 1962                    | 786                     |
| 1968                    | 753                     |
| 1975                    | 839                     |
| 1982                    | 1020                    |
| 1990                    | 1091                    |
| 1999                    | 1021                    |
| 2006                    | 1001                    |
| 2013                    | 930                     |

Mit zuletzt 930 Einwohnern (Stand 1. Januar 2013) gehörte Sancey-le-Grand zu den kleineren Gemeinden des Départements Doubs. Nachdem die Einwohnerzahl in der ersten Hälfte des 20. Jahrhunderts abgenommen hatte (1896 wurden noch 889 Personen gezählt), wurde vor allem während der 1970er Jahre ein deutliches Bevölkerungswachstum verzeichnet. Seit Beginn der 1990er Jahre ist die Einwohnerzahl jedoch wieder leicht rückläufig.

## Wirtschaft und Infrastruktur
Sancey-le-Grand nimmt heute seine Funktion als Kleinzentrum für die nähere Umgebung wahr. Es ist Standort zahlreicher Betriebe des Klein- und Mittelgewerbes, vor allem in den Branchen Kunststoffverarbeitung, Elektronik, Feinmechanik, Baugewerbe und Holzverarbeitung. Daneben gibt es viele Geschäfte des Einzelhandels und einen Supermarkt. Dank des großen Gemeindegebietes spielen auch die Landwirtschaft (Ackerbau, Obstbau, Milchwirtschaft und Viehzucht) und die Forstwirtschaft noch eine gewisse Rolle.
Die Ortschaft liegt abseits der größeren Durchgangsstraßen am Knotenpunkt der Departementsstraßen, die von Besançon nach Maîche respektive von L’Isle-sur-le-Doubs nach Pierrefontaine-les-Varans führen. Eine weitere Straßenverbindung besteht mit Surmont. Der nächste Anschluss an die Autobahn A36 befindet sich in einer Entfernung von rund 18 Kilometern.

## Persönlichkeiten
- Just-Émile Vernet (1894–1991), französischer Autorennfahrer und Rennwagenkonstrukteur
- Dominique Thiébaud (* 1954), Radrennfahrer